# Belmont (Haute-Saône)
Pour les articles homonymes, voir Belmont.
Belmont est une commune française située dans le département de la Haute-Saône, en Franche-Comté, dans la région administrative Bourgogne-Franche-Comté.

## Géographie

### Hydrographie
La commune est traversée par la rivière La Lanterne.

### Géologie et relief

Limite des glaciations sur le plateau des Mille étangs et dépôts morainiques.

Belmont est située en bordure du plateau des Mille étangs et au pied des Vosges saônoises. La commune repose sur un sol constitué de dépôt glaciaire dû à l'ancien glacier qui recouvrait la vallée et qui a laissé des blocs erratiques et des verrous.

### Climat
Pour des articles plus généraux, voir Climat de la Bourgogne-Franche-Comté et Climat de la Haute-Saône.
En 2010, le climat de la commune est de type climat de montagne, selon une étude du Centre national de la recherche scientifique s'appuyant sur une série de données couvrant la période 1971-2000. En 2020, Météo-France publie une typologie des climats de la France métropolitaine dans laquelle la commune est exposée à un climat semi-continental et est dans la région climatique  Lorraine, plateau de Langres, Morvan, caractérisée par un hiver rude (1,5 °C), des vents modérés et des brouillards fréquents en automne et hiver. 
Pour la période 1971-2000, la température annuelle moyenne est de 9,6 °C, avec une amplitude thermique annuelle de 17,2 °C. Le cumul annuel moyen de précipitations est de 1 384 mm, avec 13,6 jours de précipitations en janvier et 10,6 jours en juillet. Pour la période 1991-2020, la température moyenne annuelle observée sur la station météorologique de Météo-France la plus proche, « Luxeuil », sur la commune de Saint-Sauveur à 9 km à vol d'oiseau, est de 10,8 °C et le cumul annuel moyen de précipitations est de 977,3 mm. 
La température maximale relevée sur cette station est de 38,9 °C, atteinte le 25 juillet 2019 ; la température minimale est de −25,9 °C, atteinte le 16 janvier 1966,,. 
Les paramètres climatiques de la commune ont été estimés pour le milieu du siècle (2041-2070) selon différents scénarios d'émission de gaz à effet de serre à partir des nouvelles projections climatiques de référence DRIAS-2020. Ils sont consultables sur un site dédié publié par Météo-France en novembre 2022.

## Urbanisme

### Typologie
Au 1er janvier 2024, Belmont est catégorisée commune rurale à habitat très dispersé, selon la nouvelle grille communale de densité à sept niveaux définie par l'Insee en 2022.
Elle est située hors unité urbaine. Par ailleurs la commune fait partie de l'aire d'attraction de Lure, dont elle est une commune de la couronne,. Cette aire, qui regroupe 33 communes, est catégorisée dans les aires de moins de 50 000 habitants,.

### Occupation des sols
L'occupation des sols de la commune, telle qu'elle ressort de la base de données européenne d’occupation biophysique des sols Corine Land Cover (CLC), est marquée par l'importance des territoires agricoles (52,5 % en 2018), une proportion identique à celle de 1990 (52,5 %). La répartition détaillée en 2018 est la suivante : 
forêts (43,9 %), zones agricoles hétérogènes (34,8 %), prairies (16 %), eaux continentales (3,6 %), terres arables (1,7 %). L'évolution de l’occupation des sols de la commune et de ses infrastructures peut être observée sur les différentes représentations cartographiques du territoire : la carte de Cassini (XVIIIe siècle), la carte d'état-major (1820-1866) et les cartes ou photos aériennes de l'IGN pour la période actuelle (1950 à aujourd'hui).

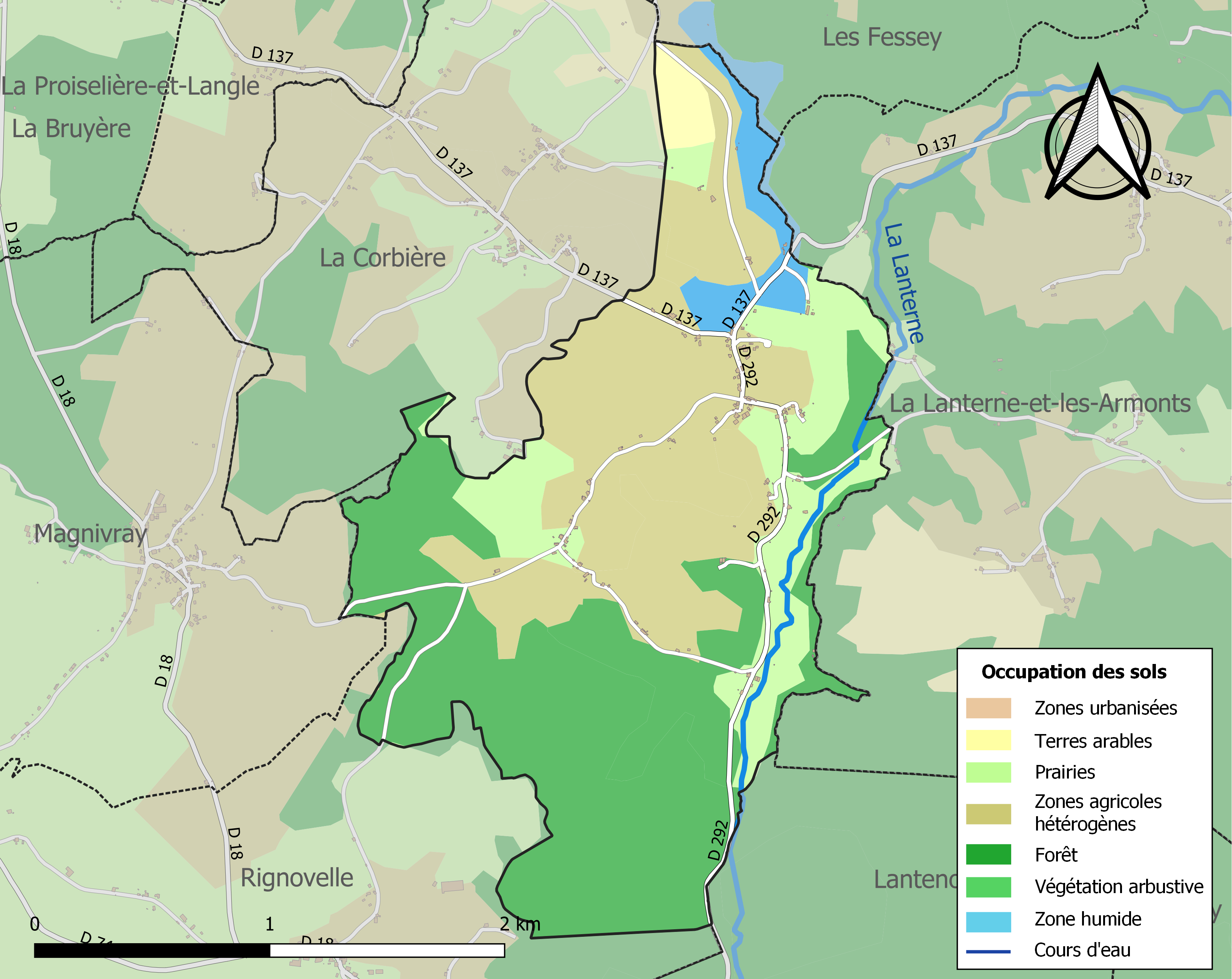
Carte des infrastructures et de l'occupation des sols de la commune en 2018 (CLC).

## Politique et administration

Carte départementale représentant en rouge la communauté de communes des mille étangs.

### Rattachements administratifs et électoraux
Belmont fait partie de l'arrondissement de Lure du département de la Haute-Saône, en région Bourgogne-Franche-Comté. Pour l'élection des députés, elle dépend de la deuxième circonscription de la Haute-Saône.
La commune, rattachée en 1801 au canton de Luxeuil-les-Bains, fait partie depuis 1966 du canton de Mélisey. Dans le cadre du redécoupage cantonal de 2014 en France, le territoire de ce canton s'est agrandi, passant de 13 à 34 communes.

### Intercommunalité
La commune fait partie de la communauté de communes des mille étangs depuis le 1er janvier 2017. 

### Liste des maires

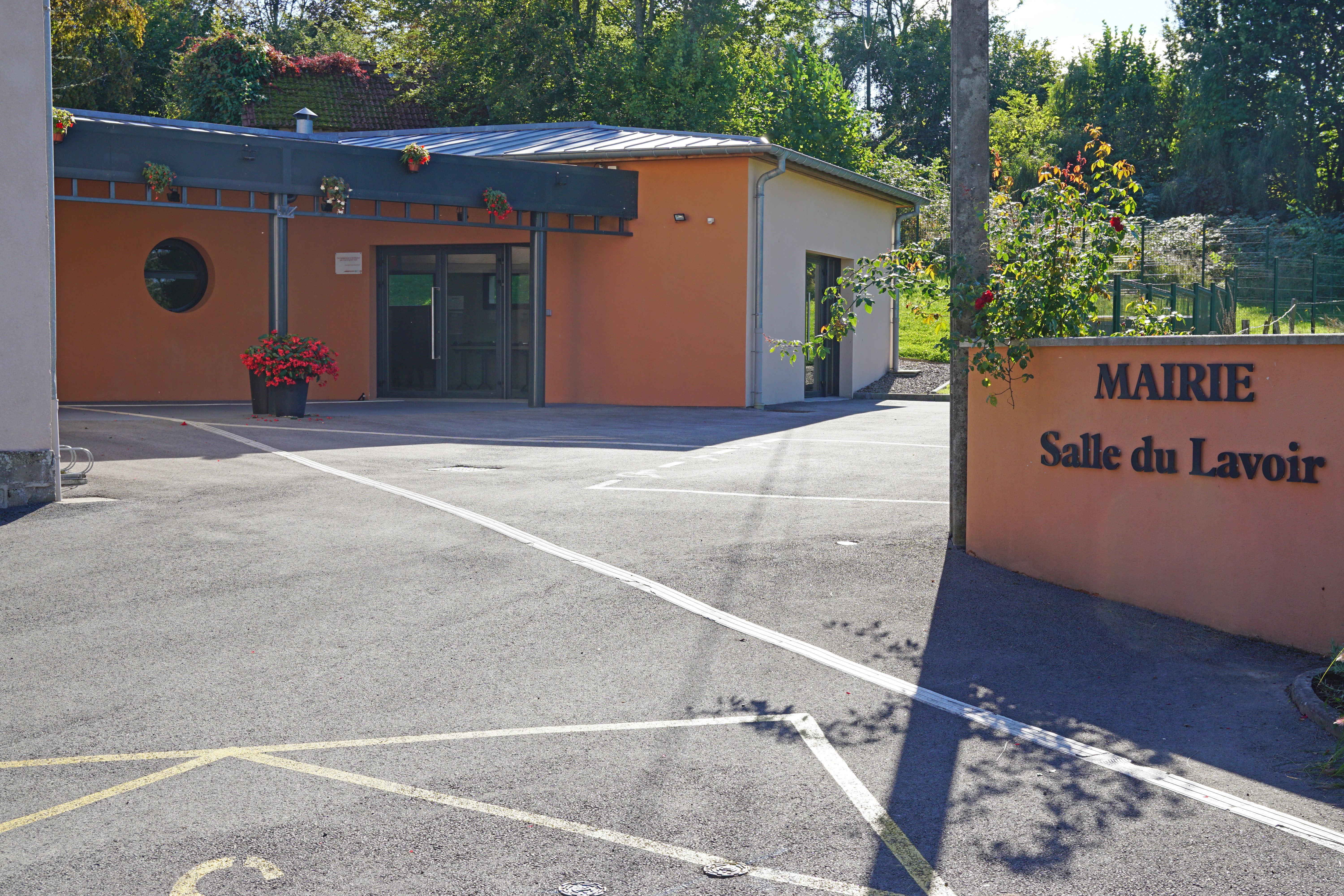
La mairie et la salle du lavoir.

| Période                                  | Période                      | Identité              | Étiquette | Qualité         |
| ---------------------------------------- | ---------------------------- | --------------------- | --------- | --------------- |
| Les données manquantes sont à compléter. |                              |                       |           |                 |
| mars 2001                                | mars 2008                    | Marie-Louise Lamboley |           |                 |
| mars 2008                                | juillet 2020                 | Michel Seguin         |           | Retraité Alstom |
| juillet 2020                             | En cours (au 6 juillet 2020) | Étienne Calley        |           |                 |

## Démographie
En 2022, Belmont comptait 141 habitants. À partir du XXIe siècle, les recensements réels des communes de moins de 10 000 habitants ont lieu tous les cinq ans. Les autres « recensements » sont des estimations.
| 1793 | 1800 | 1806 | 1821 | 1831 | 1836 | 1841 | 1846 | 1851 |
| ---- | ---- | ---- | ---- | ---- | ---- | ---- | ---- | ---- |
| 163  | 181  | 247  | 305  | 345  | 342  | 373  | 369  | 390  |

| 1856 | 1861 | 1866 | 1872 | 1876 | 1881 | 1886 | 1891 | 1896 |
| ---- | ---- | ---- | ---- | ---- | ---- | ---- | ---- | ---- |
| 350  | 353  | 333  | 338  | 351  | 313  | 300  | 297  | 295  |

| 1901 | 1906 | 1911 | 1921 | 1926 | 1931 | 1936 | 1946 | 1954 |
| ---- | ---- | ---- | ---- | ---- | ---- | ---- | ---- | ---- |
| 275  | 290  | 278  | 220  | 223  | 196  | 187  | 150  | 173  |

| 1962 | 1968 | 1975 | 1982 | 1990 | 1999 | 2006 | 2007 | 2012 |
| ---- | ---- | ---- | ---- | ---- | ---- | ---- | ---- | ---- |
| 179  | 166  | 118  | 117  | 123  | 112  | 109  | 108  | 118  |

| 2017 | 2022 | - | - | - | - | - | - | - |
| ---- | ---- | - | - | - | - | - | - | - |
| 137  | 141  | - | - | - | - | - | - | - |

## Culture locale et patrimoine

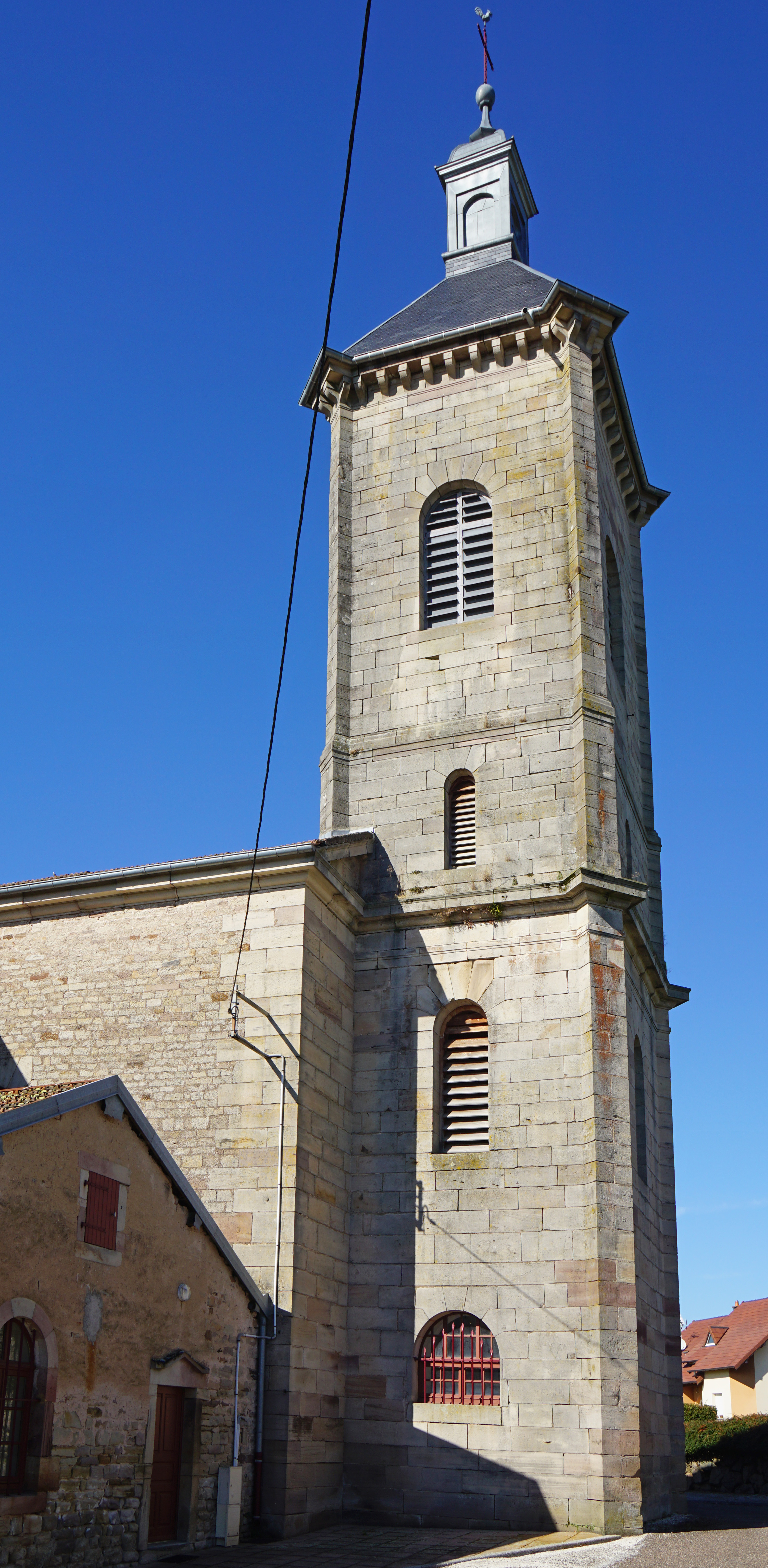
L'église.

### Lieux et monuments
- L'église de l'Assomption : construite au XIXe siècle. Le clocher comtois est également très représentatif de la région. Elle abrite quelques objets anciens, dont un crucifix et une toile du XVIIIe siècle, et des fresques du XIXe.

L'église de l'Assomption
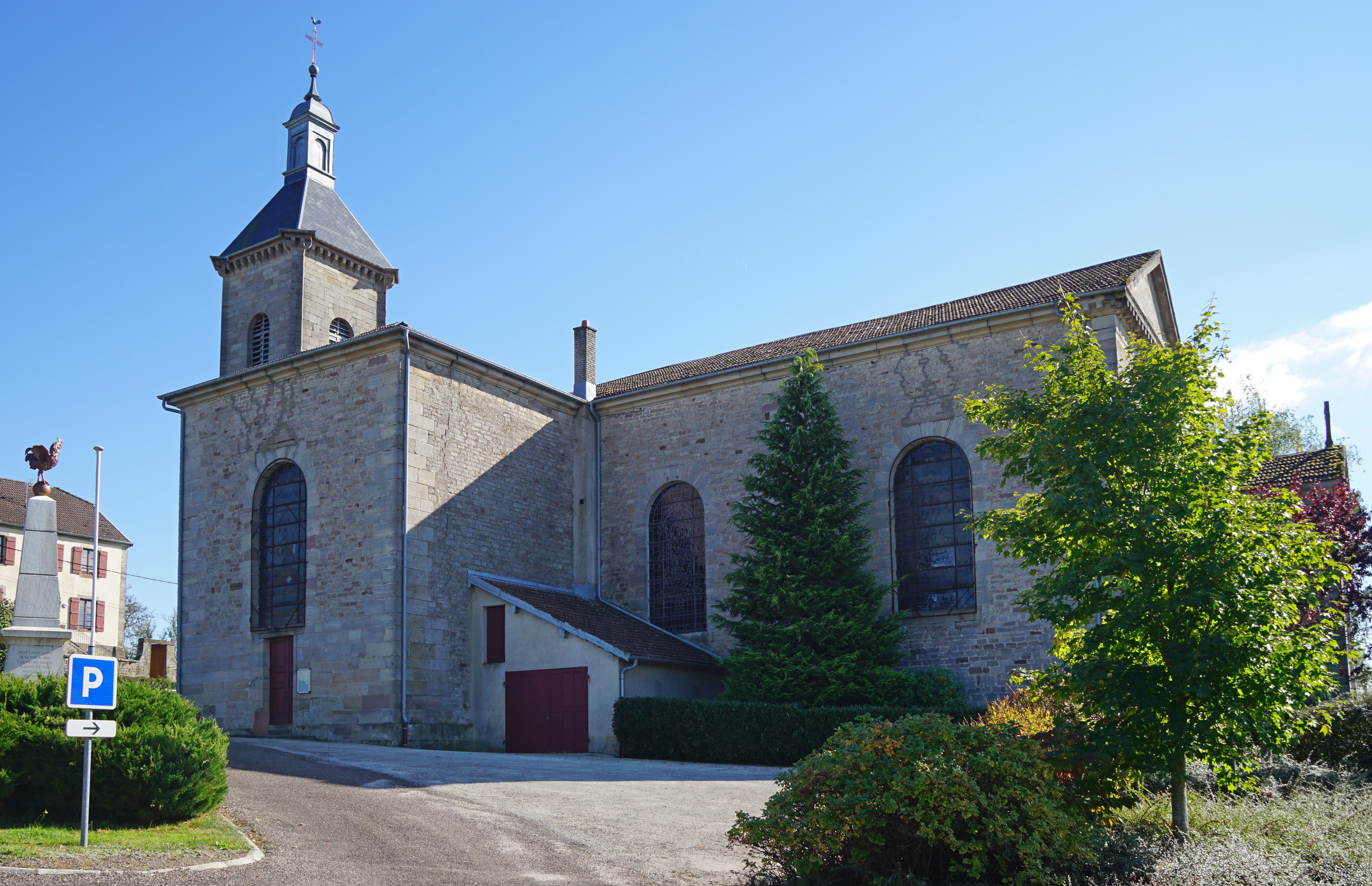
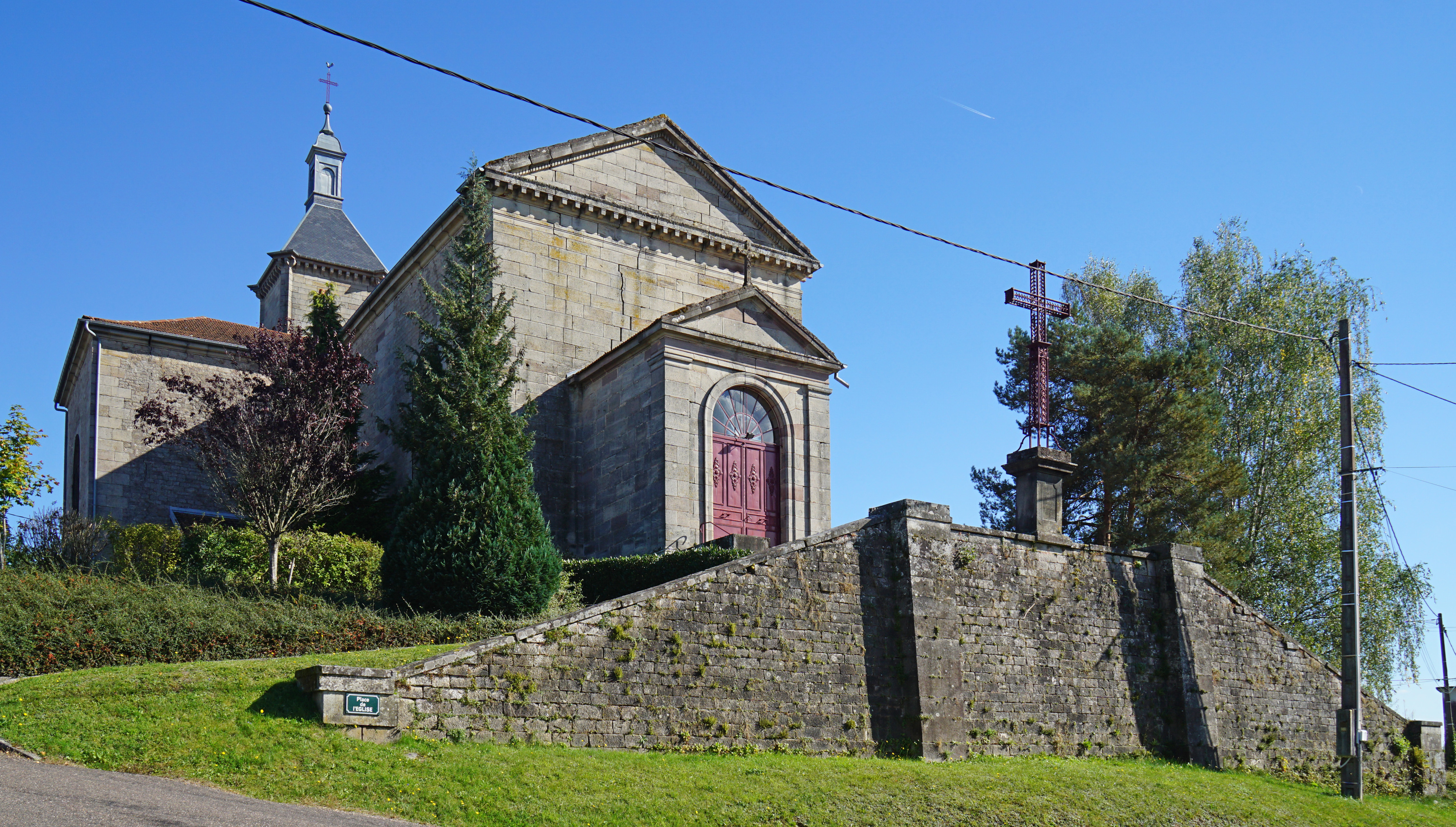
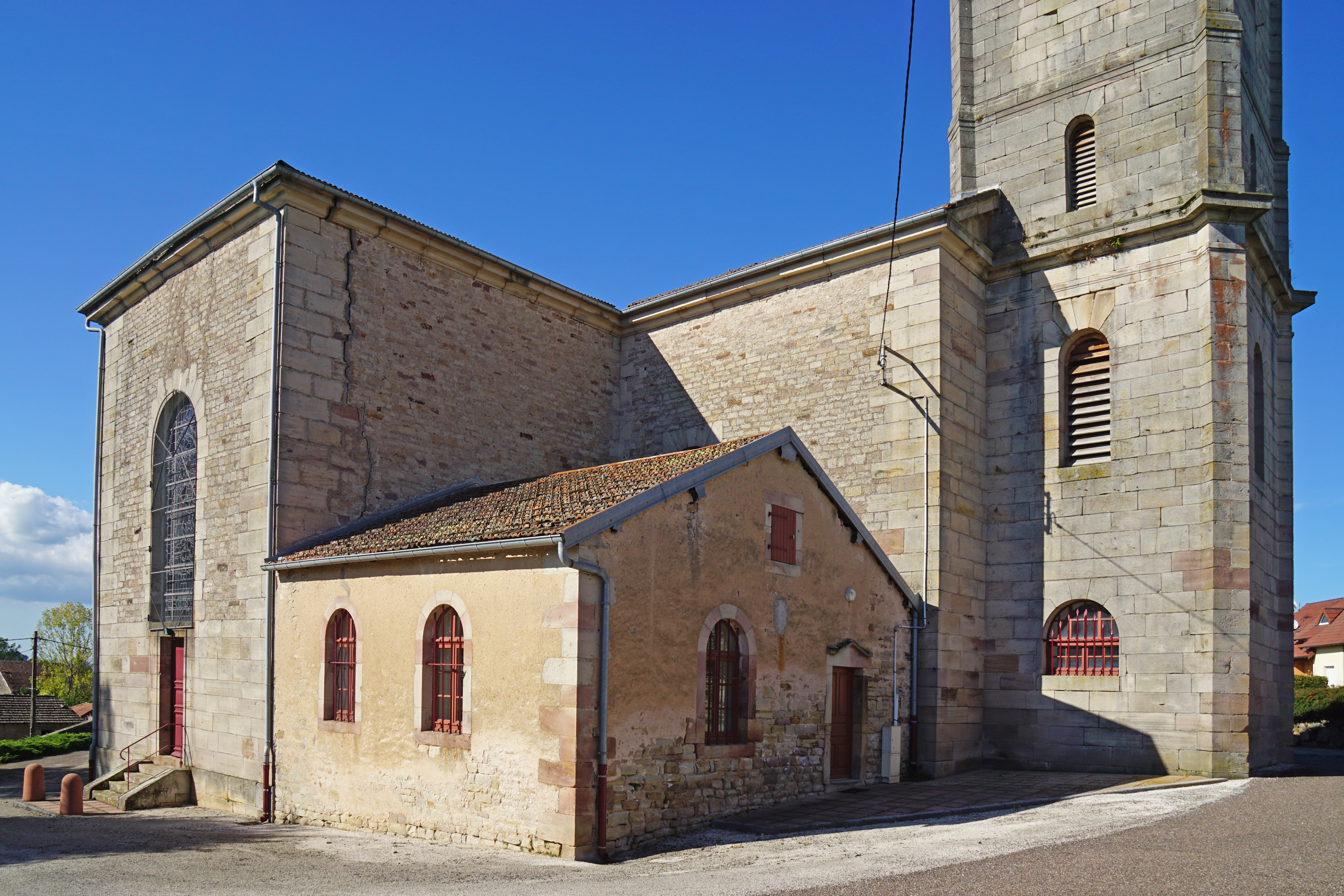

- L'ancienne mairie-lavoir : bâtiment typique de la Haute-Saône avec sa mairie construite en 1881 sur les plans de Jean-Baptiste Colard, au-dessus du lavoir daté de 1877, inscrite aux monuments historiques[19].
- Un monument aux morts surmonté d'un coq.

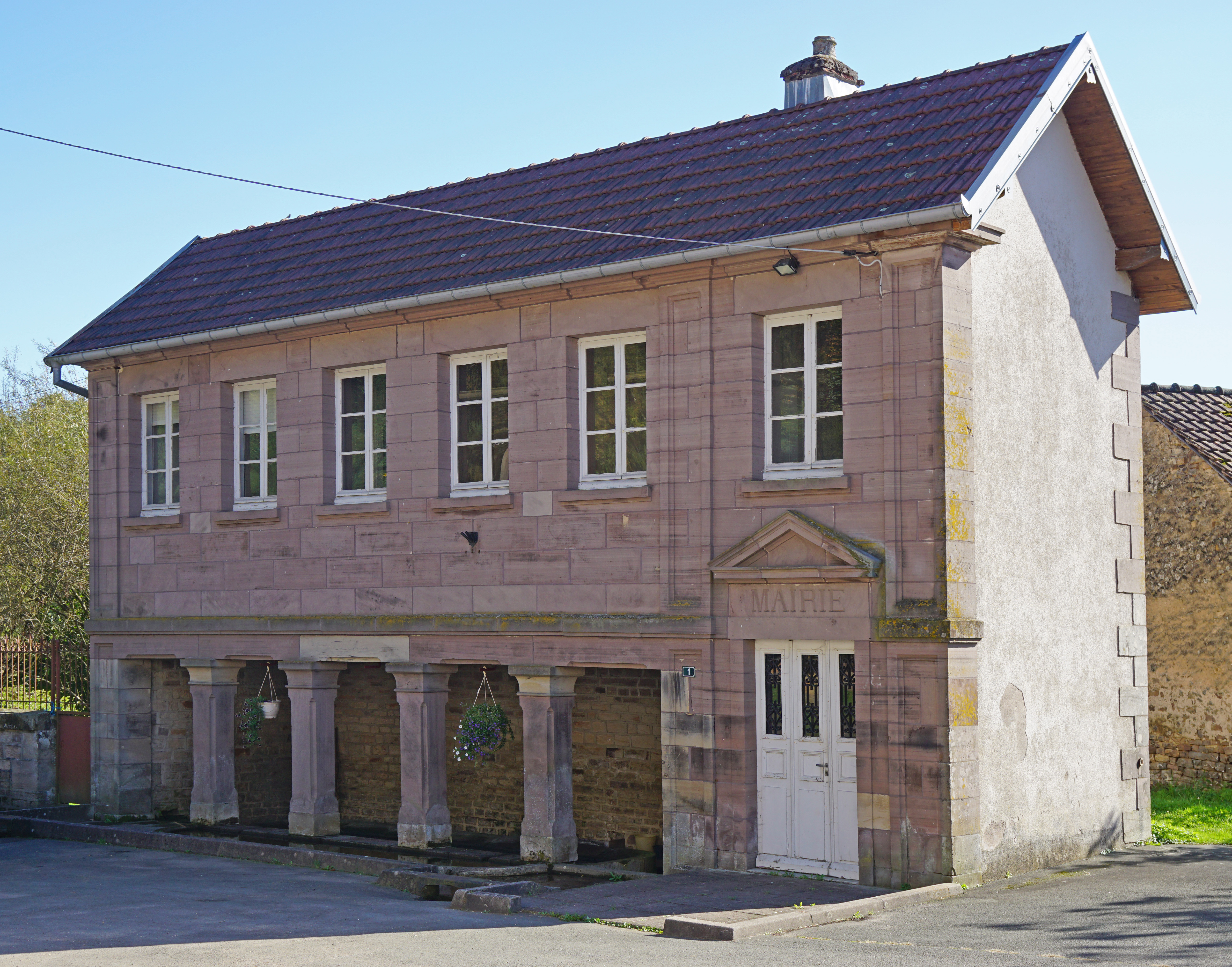
L'ancienne mairie-lavoir.
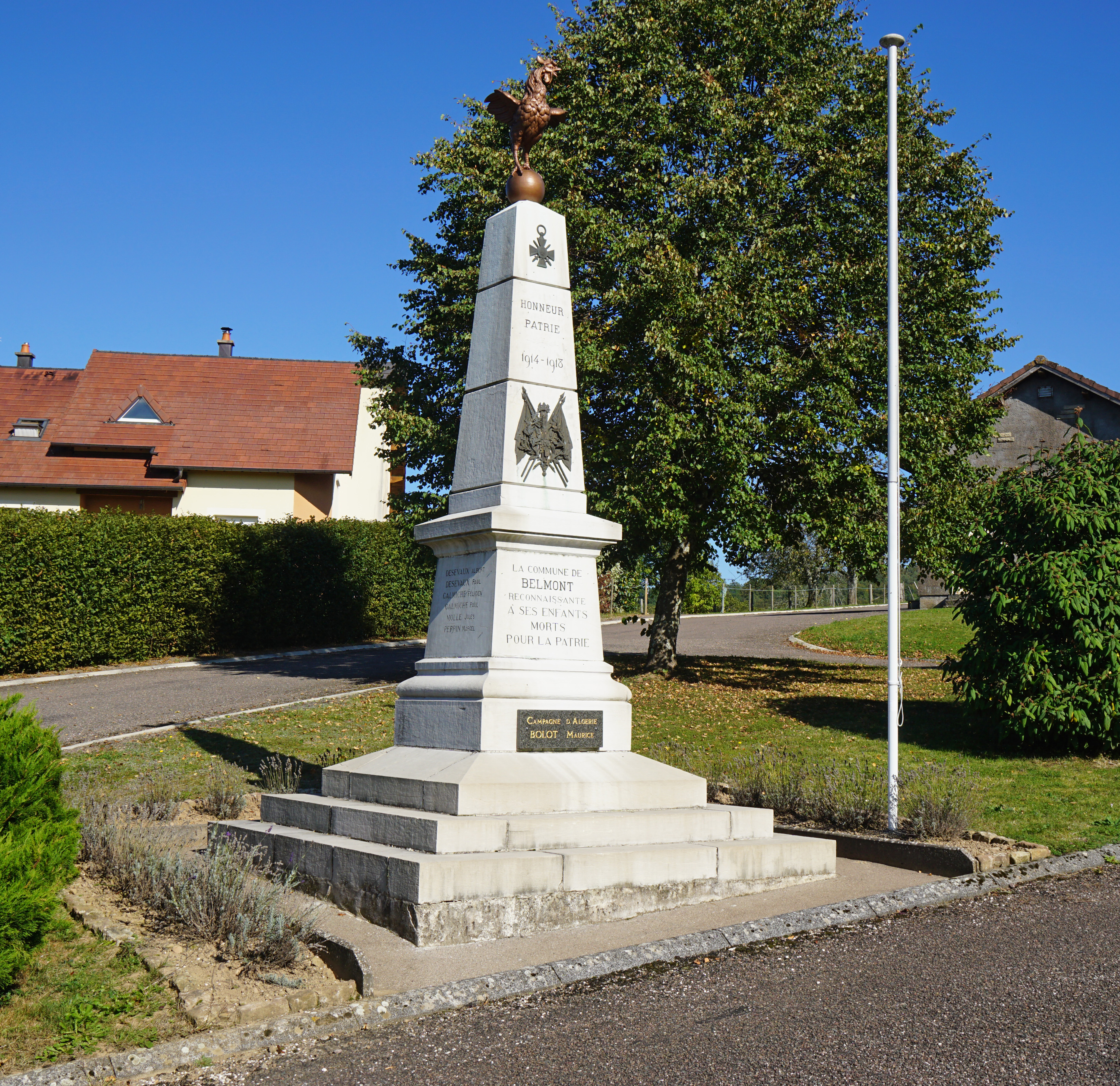
Le monument aux morts.
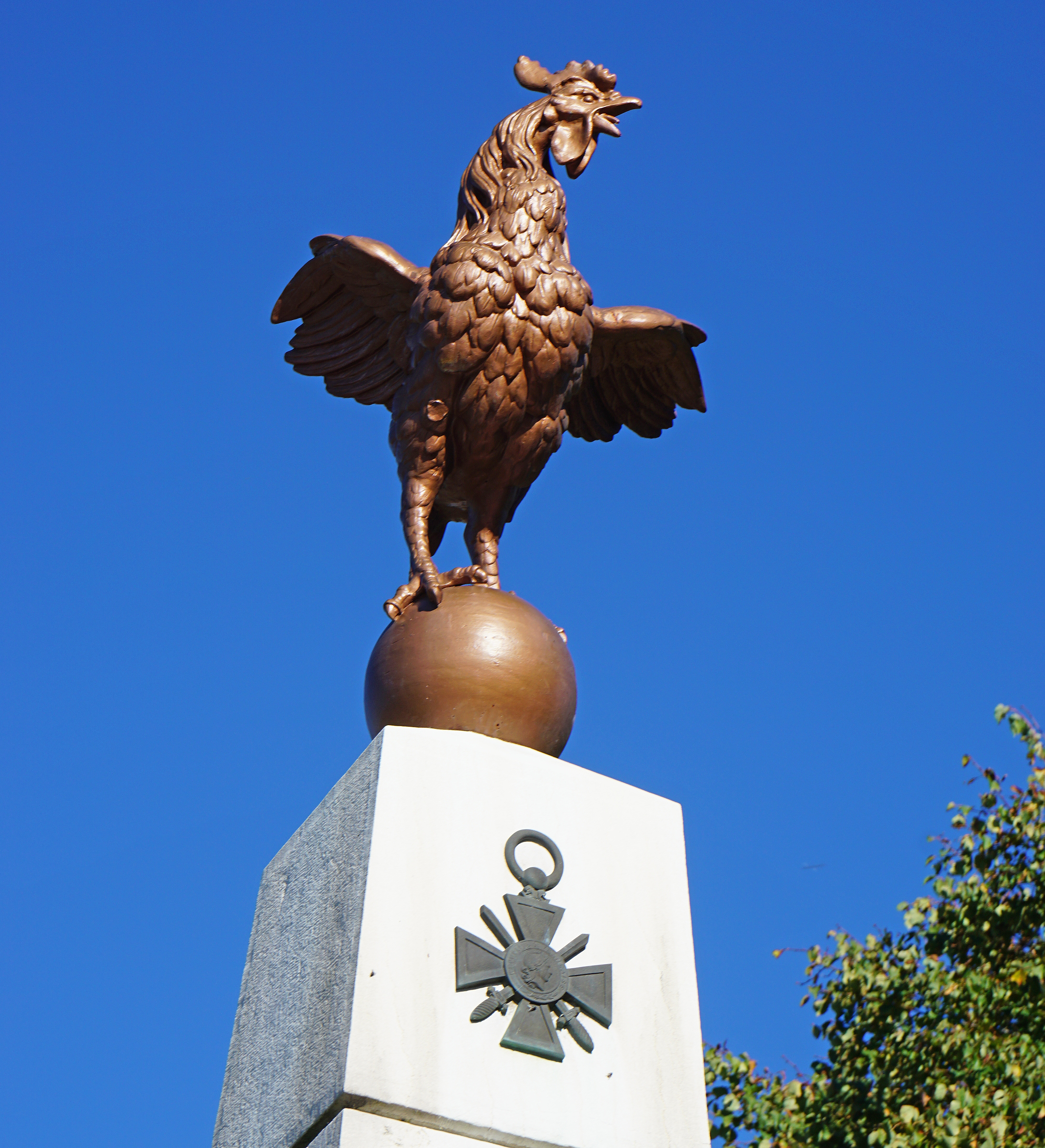
Le coq.
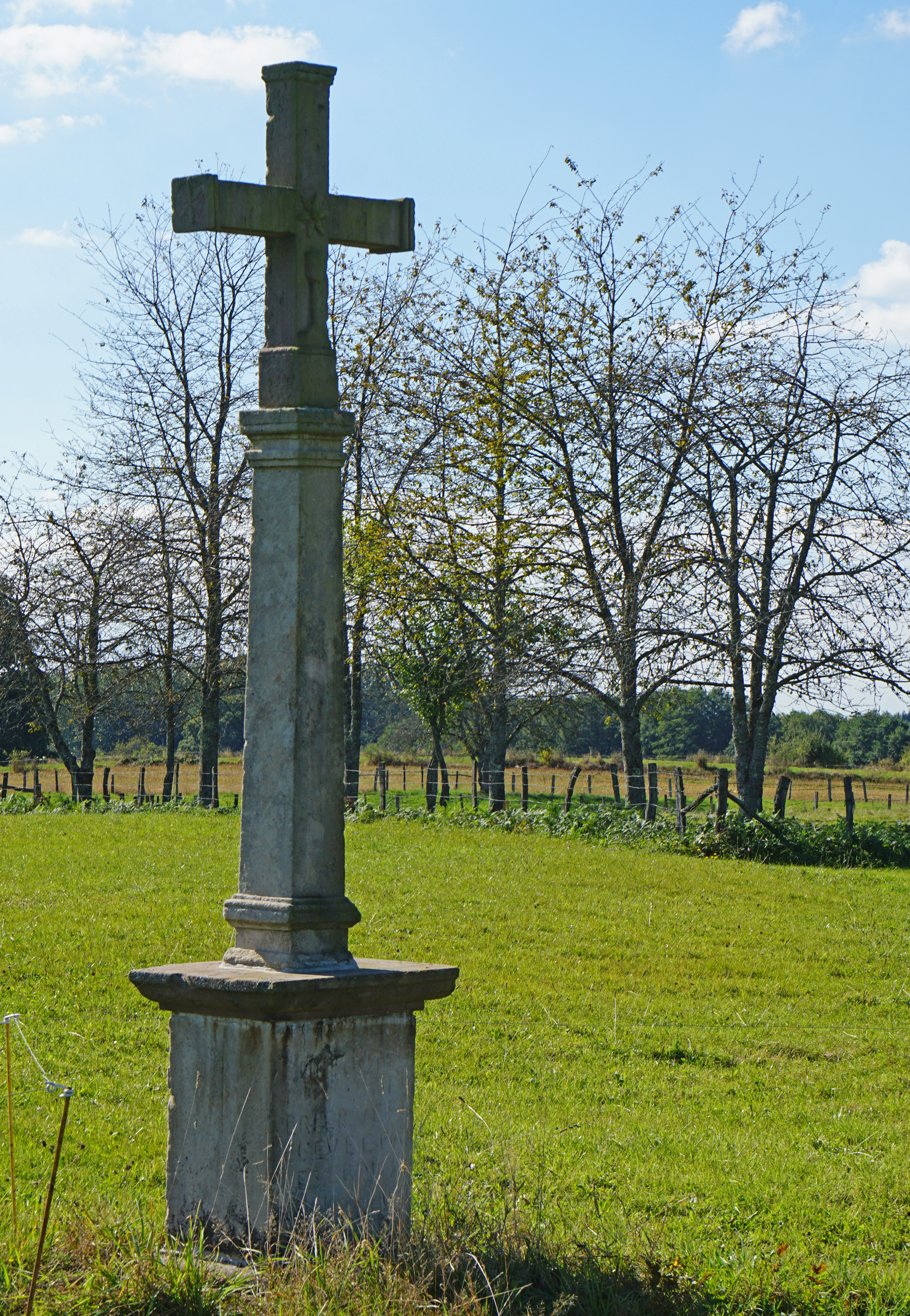
Croix.

### Tourisme
Belmont est située sur la route des Mille étangs. Ses paysages naturels peuvent se découvrir à pied, à cheval ou à VTT grâce à de nombreux sentiers de randonnées balisés.